# كارلوس نغرون
كارلوس نغرون (بالإنجليزية: Carlos Negrón)‏ مواليد 5 مارس 1988 في بورتوريكو، هو ملاكم محترف بورتوريكي. شارك في دورة الألعاب الأولمبية الصيفية سنة 2008.

## إحصائيات
خاض خلال مسيرته 22 نزالا، فاز في 20 ولم يتعادل ولم يخسر. فاز بالضربة القاضية في 16 نزالا.

## روابط خارجية
- كارلوس نغرون على موقع بوكس ريك (الإنجليزية) (registration required)
- كارلوس نغرون على موقع أوليمبيديا (الإنجليزية)